# 114705 Tamayo
114705 Tamayo este o planetă minoră (asteroid) din centura de asteroizi. A fost descoperită pe 30 martie 2003 la Observatorul Național Kitt Peak de Marc Buie⁠(d). 
Obiectul prezintă o orbită caracterizată de o semiaxă mare de 2,9320630243572 UAi, o excentricitate de 0,069711372714917, o înclinație de 9,7693561461359 ° în raport cu ecliptica.